# Skårasalen
Le Skårasalen est un sommet des Alpes de Sunnmøre, dans le comté de Møre og Romsdal en Norvège. Il s'élève à 1 540 m d'altitude et sa hauteur de culminance atteint 1 390 m, ce qui le classe au septième rang parmi les sommets de Norvège.

## Localisation
Le Skårasalen se dresse sur la rive sud du Hjørundfjord, sur la kommune d'Ørsta. Il fait face à un autre sommet, le Jakta.